# Élisabeth de Bohême (1358-1373)
Pour les articles homonymes, voir Élisabeth de Bohême.
Élisabeth de Bohême (19 avril 1358 - 19 septembre 1373) était la fille de l'empereur Charles IV et d'Anne de Schweidnitz. Elle fut baptisée Élisabeth en l'honneur de sa grand-mère Élisabeth de Bohême (1292-1330).
Elle était la sœur du futur empereur Venceslas l'Ivrogne et la demi-sœur de Catherine de Bohême et de Marguerite de Bohême (morte avant sa naissance) du second mariage de son père avec Blanche de Valois.
Elle fut mariée au duc Albert III d'Autriche à l'âge de huit ans et n'eut pas d'enfant. Elle fut enterrée à la chartreuse de Gaming, fondée par son beau-père Albert le Sage.